# オーランド侵攻

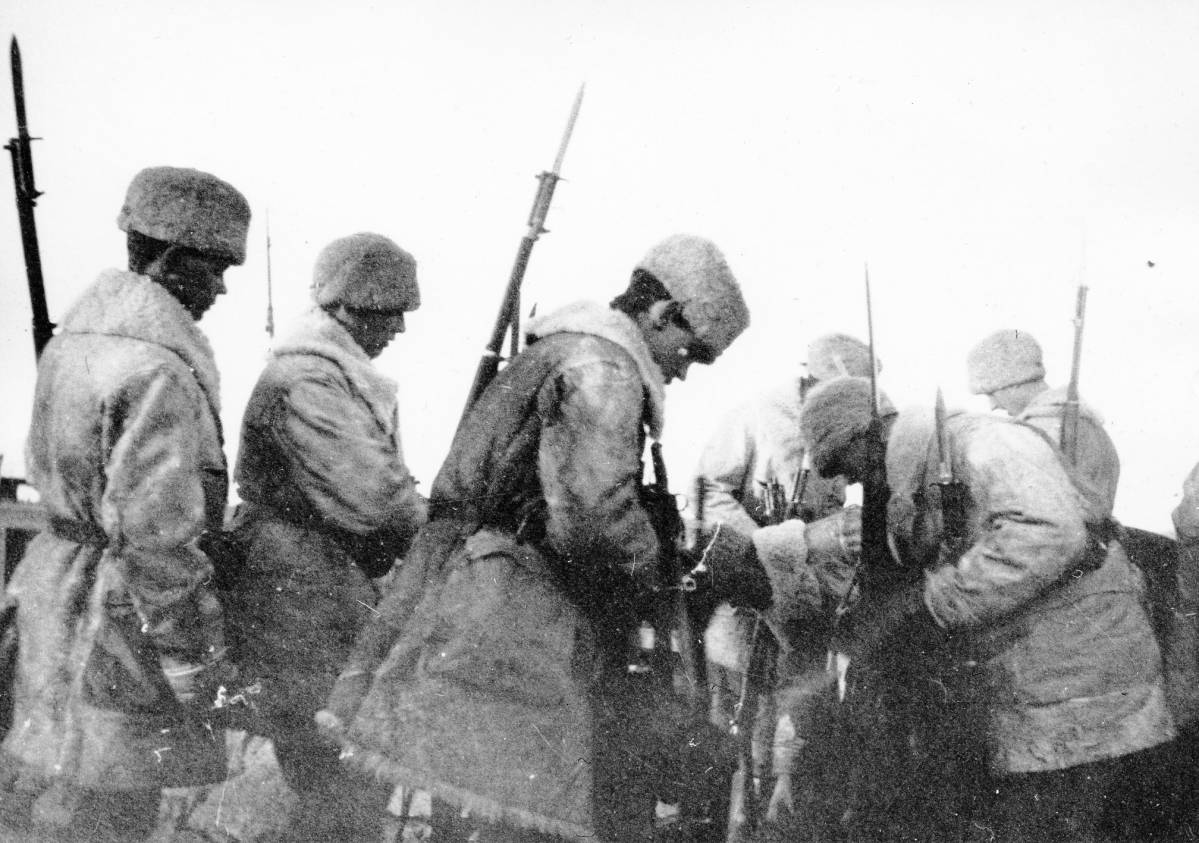
デゲルビ村でソビエト兵を武装解除するスウェーデン兵

オーランド侵攻は、フィンランドのオーランド諸島において1918年に行われた第一次世界大戦の軍事作戦である。ソビエト連邦 （ロシア・ソビエト連邦社会主義共和国）に占領されていたオーランド諸島は、初め2月後半にスウェーデンに侵攻され、それから3月上旬にドイツ帝国に侵攻された。この紛争はフィンランド白軍とフィンランド赤軍の間の小規模な戦闘を含むフィンランド内戦にも関係していた。
ドイツが1918年3月にオーランドを支配したので、ロシア軍は捕えられ、スウェーデン軍は5月にフィンランド内戦が終わるまでに撤退した。ドイツ軍は1918年9月までオーランドに留まった。その際オーランド諸島論争が1919年のパリ講和会議と1920年の国際連盟に上程された。最終的にフィンランドの自治領としてオーランドの非武装化をしながらオーランド協定が1921年に調印された。

## 背景
オーランド諸島はスウェーデンとフィンランドに挟まれた北バルト海にある。人々はスウェーデン語を話すが、1809年のフレデリクスハムンの和約によりオーランド諸島はスウェーデンのフィンランド語が話される地域の大半と共に割譲され、ロシア帝国の自治領であるフィンランド大公国となった。
クリミア戦争を解決する1856年のパリ条約で、オーランド諸島は非武装化された。しかし、1914年に第一次世界大戦が勃発すると、ロシア帝国はオーランド諸島をイギリス海軍およびロシア海軍の潜水艦基地とした。1916年7月25日、ドイツの飛行船SL9がマリエハムン港を攻撃し、ロシア軍の第5潜水艦戦隊の艦と母艦スヴャティテルニコライが爆撃されてロシア水兵7名が死亡した。
ロシア政府もドイツの侵攻を防ぐ目的で同盟国のフランスやイギリスと協定を結んで要塞建築を開始した。オーランド諸島は10個沿岸砲兵中隊や数個の要塞守備隊、ドック、二つの軍用飛行場で要塞化された。しかしスウェーデンはこの構造をオーランド諸島の防衛には重装備過ぎるとみなした。スウェーデン政府はオーランドからの攻撃の可能性を恐れ、中立国が連合国と結び付く圧力になると見た。

## フィンランド内戦勃発
フィンランドが1917年12月にロシアから独立を獲得すると、オーランド諸島をスウェーデンに編入しようとする動きがオーランドで起こった。スウェーデン政府は問題に対する行動を呼び掛けるオーランドからの代表団と会った。フィンランド内戦が1918年1月後半に始まると、スウェーデンのヨハネス・ヘルナー首相とグスタフ5世国王は、2月8日にオーランドの代表団と会った。代表団によると、国民投票がオーランドで行われ、大多数の95％がスウェーデン編入の意思を示していた。代表団は運動に対する行動を求め、ロシア軍の専制と無秩序を訴えてスウェーデン政府の援助を求めた。スウェーデンのマスコミも、人道的理由から行動を主張した。戦争が始まってから政府は既に西の沿岸都市ポリを経由してフィンランド本土からスウェーデン市民1000人を避難させていた。
ヴァッカスオミからのヨハン・ファブリティウス大尉率いる白軍460名の部隊がオーランド諸島に上陸すると、フィンランド内戦は2月10日にオーランドに拡大した。部隊はウーシカウプンキから3日前に逃げていて、群島海の氷を横断した。オーランドに到達すると、白軍はソ連軍と小規模な衝突をした。2月14日、ソ連兵20名を捕虜にしながら、スンドのプラスト電信局を占領した。しかしソ連兵は抵抗に余り興味がなく、殆どは帰還できる日を待っていた。

## スウェーデン侵攻
2月13日、スウェーデン政府は遂にオーランドに部隊を送ることを決定した。2日後、砕氷船イスブリタレン1世と沿岸防衛船トル、軍隊輸送船SSルネベルクがオーランド諸島のスウェーデン側のエケロの埠頭についた。小部隊が内戦のフィンランド側の暴力の恐れと同様に起きているとされるロシア軍の不当行為から人々を守る目的でオーランドに上陸した。白軍は誤ってスウェーデン軍が併合しに来たと考えた。このことに勇気づけられて、白軍はボクソとサゴの砲兵隊を占領したが、その代わりにスウェーデンはロシアとの交渉を開始した。
トゥルクからの赤軍部隊150人が砕氷船ムルタヤに乗ってオーランドに到着すると、交渉は2月17日に停止した。意図はスウェーデン軍と白軍との当然と思われた戦闘でロシア軍を助けるものであった。同じ日、白軍はフィンストロムのゴドビ村を占領したが、ソ連軍はヨマラ村とソリスの砲台を守りきれた。2日後、赤軍はゴドビに反撃を行ったが、押し返された。ゴドビの戦いは白軍2名、赤軍3名の死者を出して終わり、捕虜になった赤軍兵8名は、後に処刑された。オーランドで戦われたフィンランド内戦唯一の戦闘であった。

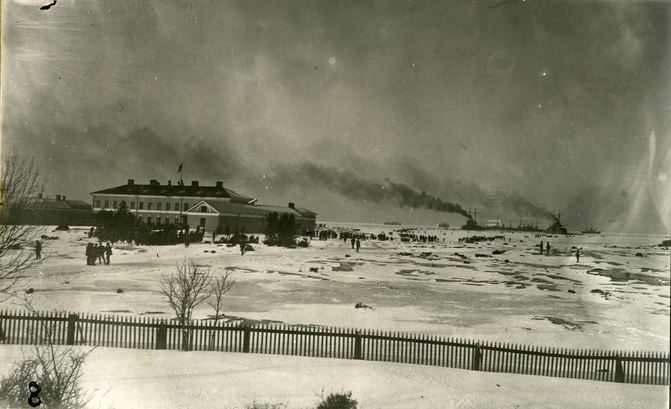
エケロ郵便・関税館に上陸するドイツ軍

オーランドの状況が今やむき出しの暴力に発展した為に、スウェーデンはオーランドからの白軍の撤退を求める白軍のカール・グスタフ・エミール・マンネルヘイム司令官による偽の命令で状況に介入した。実際マンネルヘイム将軍は白軍がオーランド諸島全域を支配することを欲していて、南西フィンランドの赤軍の首都トゥルクに対する攻撃を開始した。白軍はマンネルヘイムの本当の意図を知らなかったので、偽の命令に従い、2月20日にオーランドから撤退した。フィンランド白軍がスウェーデンの行為に気付くと、厳しく反対した。スウェーデン政府は今や目的はオーランド諸島をスウェーデンに併合することではなくオーランド諸島でスウェーデン語を話す人々を守るだけであると納得させなければならなかった。
2月19日、ヴァクスホルム沿岸砲兵連隊を運ぶスヴェリゲとオスカー2世がオーランド諸島から撤退するソ連軍に圧力を掛ける為にオーランドに到着した。バルチック艦隊中央委員会は依然紛争を回避しようとして2月22日にヴァツラフ・コロフスキイ政治部長はソ連軍はオーランドから撤退する意思があると表明した。武装解除の命令が翌日には与えられ、フィンランドの砕氷船ムルタヤが300名のロシアのボリシェヴィキとフィンランド赤軍をトゥルクに運んだ。2月24日、G.E.ロス中佐率いる王立ゴタリヴガルデ大隊500名がエケロに上陸し、依然非武装のソ連兵が1200名いたが、3月2日までにスウェーデンはオーランド諸島全域を支配した。

## ドイツ侵攻
ロシアとドイツ間の休戦は1918年2月18日に失効し、11日戦争が暫くしてドイツにより開始された。ドイツはスウェーデンが中立を保つか連合国に参加するか分からなかったので、ここにはオーランドへの侵攻が含まれた。ドイツは北極海への接続やキロフ鉄道やボリシェヴィキの首都サンクトペテルブルクに近い国の存在からフィンランドに関心があった。侵攻を正当化するために、ドイツはフィンランドの連合国からの軍事援助の要請を行った。ドイツのオーランド侵攻を要請する白軍側の上院議員の伝言は、2月22日にベルリンに届いた。ドイツの意図は、オーランドに部隊を集め西の沿岸都市ラウマのフィンランド本土に上陸させることであった。ボトニア湾の氷が厚過ぎたので、上陸は最終的に4月上旬にバルチック海師団によりフィンランド南部のハンコで行われた。

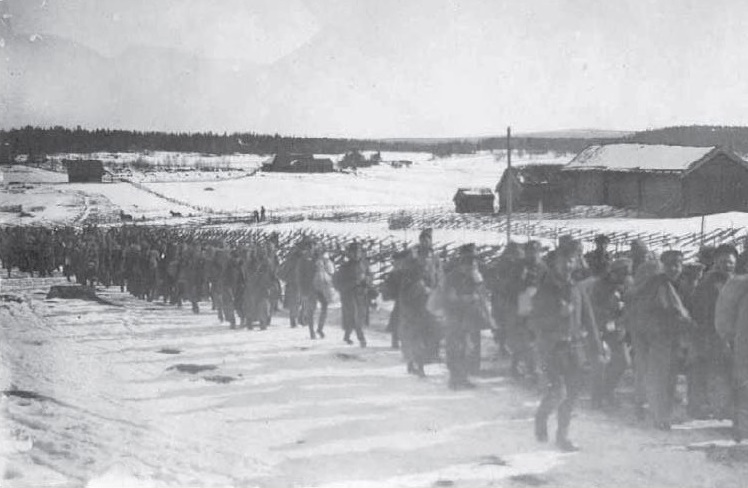
捕虜になったソ連兵がエケロに護送される。

2月28日、フゴ・モイラー将軍率いる戦艦ヴェストファーレンとラインラントの海軍部隊がグダニスクからオーランドに移動した。戦艦はアウグスト・シェンク・ツ・シュヴァインベルク少佐の指揮下のグロスヘルツォグリヒ・メクレンブルギッシェス・イェーガー第14大隊を運んでいた。輸送船団は厚い氷で減速したが、最終的にアーランヅ・デタヒェメントは3月5日にエケロに到着した。翌日、スウェーデンはドイツと合意を形成せざるを得なかった。合意によると、スウェーデンとドイツは、今ではオーランド諸島を共同支配することになった。スウェーデンは首都のマリエハムとヨマラやゲタ、フィンストロムの村々を保持することになった。両国はエケロ港を使用することが許された。フィンランドの軍事担当知事の地位が創設され、白軍側上院の代表としてヒャルマル・フォン・ボンスドルフ海軍将校が充てられた。
ドイツはリエパーヤに運ばれる1000-1200名のソ連兵を捕虜にした。ソ連軍のウクライナ兵やポーランド兵、ラトビア兵、エストニア兵250名がスウェーデンの収容所に収監された。この兵は後にドイツに委ねられ、北部ドイツのザスニッツに移管された。マリエハムでは、ドイツはロシアの戦艦とフィンランドの蒸気船SSバルチック数隻を鹵獲した。
3月10日、フィンランド赤軍は南東フィンランドの赤軍の首都トゥルクに対する潜在的な脅威についてドイツとの交渉を提案した。ドイツはトゥルクに捕えられている捕虜を明け渡すならとオーランドで赤軍代表と会うことに合意した。1918年にロシアはフィンランドを通じて6万5000人の負傷兵と効力のないドイツ人捕虜を交換した。社会主義哲学者ゲオルク・ボルトとトゥルクの民兵代表ウィリアム・ルントベルクなどの赤軍代表団は、260名の捕虜と共に馬にひかせたそりで氷を渡った。3月15日、ボルトとルントベルクは、ドイツとの会合を行った。しかし赤軍はドイツは白軍から招待されているのでその意図を話し合うわけにはいかないと言われた。その際ボルトとルントベルクは、本国に護送された。
3月後半、ドイツは来るべきバルト海師団のハンコ上陸の左翼を守る為にトゥルク群島で作戦を開始した。作戦はフートカル島やコルポ島、ナグ島、パルガス島を経由してオーランドからトゥルクに到るものであった。フートカルは3月25日にフィンランド白軍に奪取されコルポは3月28日に奪われたが、赤軍は4月4日のナグの戦いでドイツ軍を押し留めた。その際ドイツは群島海から撤退し、ハンコからヘルシンキへの進軍に焦点を当てた。

## 余波
スウェーデンは3月14日にオーランドから部隊の殆どを引き上げたが、オスカー2世号と1個の小部隊は、フィンランド内戦が終わるまで留まった。最後のスウェーデン軍は、1918年5月26日に撤退した。ドイツは1918年9月までオーランド諸島に留まった。戦後スウェーデンは依然オーランド諸島を手に入れようとしていて、ヴェルサイユ条約で論争を解決しようと欲したが、問題は含まれなかった。新たな国民投票が1919年に行われ、1万票の内9900票がスウェーデン併合を欲した。1年後、イギリスは新たに設立された国際連盟にこの問題を提起した。1921年6月、オーランドはフィンランドの非武装地域であり自治領であると宣言された。

## 死傷者
オーランドでの7か月の作戦でドイツは6名を失った。砕氷船ヒンデンブルクがエケロ沖で機雷にかかり沈没して3名が3月9日に死亡した。二人はSMSラインラントがロクスカル島とフロティアン島の間で座礁した4月11日に溺死した。オーランドでの死傷者に加えて、ドイツ人7名がトゥルク群島のナグの戦いで死亡した。
スウェーデンの死傷者は、4月に自殺した歩兵軍曹の1名であった。白軍はゴドビの戦いで3名が死亡し、二人がコルポの戦いで死亡し、一人がナグの戦いで死亡した。
ロシアボリシェヴィキ兵の死者数は明らかではないが、少なくとも二人がフィンランド白軍との衝突で死亡した。ヴォルデ島の近くで捕えられてソビエト兵1名とフィンランド赤軍兵1名が3月後半に白軍に射殺された。命令はフィンランド軍事担当知事ヒャルマル・フォン・ボンスドルフから与えられ、処刑はトゥルク群島を占領する白軍により行われた。ゴドビの戦いで死んだ赤軍兵3人に加えて、捕えられた赤軍兵8名がフェリスンデト海峡の氷上で白軍により射殺された。少なくとも26名がナグの戦いでも死亡し、7名がコルポの戦いで死亡した。

## 参照
1. 1 2  Pekkarinen, Jussi (2008年3月19日). “Åland - To Finland or to Sweden?”. Ministry for Foreign Affairs of Finland. 2017年2月28日閲覧。
2. 1 2 3 4  Sauramo, Lauri (1937). “Ahvenanmaan sotilaallinen ja sotilaspoliittinen merkitys”. Tiede ja ase 5:  198–202 2017年1月7日閲覧。.
3. 1 2 3 4  Gustavsson, Kenneth (2004). “Venäjän laivaston sotasurmat Ahvenamaalla vuosina 1914–18”. Venäläissurmat Suomessa 1914–22. Osa 1. Sotatapahtumat 1914–17. Helsinki: The Prime Minister's Office of Finland. pp. 68–70, 76–80. ISBN 978-952-49838-3-9
4. 1 2 3 4 5 6 7 8 9 10 11 12  Harjula, Mirko (2010). Itämeri 1914-1921: Itämeren laivastot maailmansodassa sekä Venäjän vallankumouksissa ja sisällissodassa. Helsinki: Books on Demand. pp. 82–83, 86–87. ISBN 978-952-49838-3-9
5. 1 2 3  Apunen, Osmo (1991). Itsenäisen Suomen historia 1. Rajamaasta tasavallaksi. Jyväskylä: Gummerus. pp. 234–235. ISBN 951-35515-8-X
6. 1 2  Lindqvist, Herman (2014年3月29日). “Då höll Åland på att bli en del av Sverige” (スウェーデン語). Aftonbladet. 2017年1月7日閲覧。
7. ↑  “Ålandsexpeditionen 1918” (スウェーデン語). Nordisk familjebok (1922年). 2017年1月7日閲覧。
8. 1 2 3  Eerola, Jari (2001年3月20日). “Saksalaisten maihinnousu Ahvenanmaalle, Hankoon ja Loviisaan maalis-huhtikuussa 1918” (フィンランド語). 2017年1月7日閲覧。
9. ↑  “Landing of German troops”. Histdoc (1918年3月6日). 2017年1月7日閲覧。
10. 1 2  Lahtinen, Rauno (2016). Punainen Turku 1917–1918. Turku: Sammakko Publishers. ISBN 978-952-48332-5-7
11. ↑  Gronow, Kira & Green, Mia (2015年8月9日). “He tulivat Tornioon ilman jalkoja – harvinaiset kuvat kertovat vaietusta sotavankien vaihdosta” (フィンランド語). Helsingin Sanomat. 2017年9月19日閲覧。
12. 1 2 3  Vainio, Seppo (2008). Saksalaiset Suomen sisällissodassa 1918. Vantaa: Seppo Vainio. pp. 10–11. ISBN 978-952-92425-5-9
13. ↑  Olsio, Tuiju (2005年). “Nauvo, Provinz Varsinais-Suomi, Finnland” (ドイツ語). Onlineprojekt Gefallenendenkmäler. 2017年9月19日閲覧。